# Lepenski Vir
Koordináták: é. sz. 44° 33′ 40″, k. h. 22° 01′ 27″44.561111°N 22.024167°E

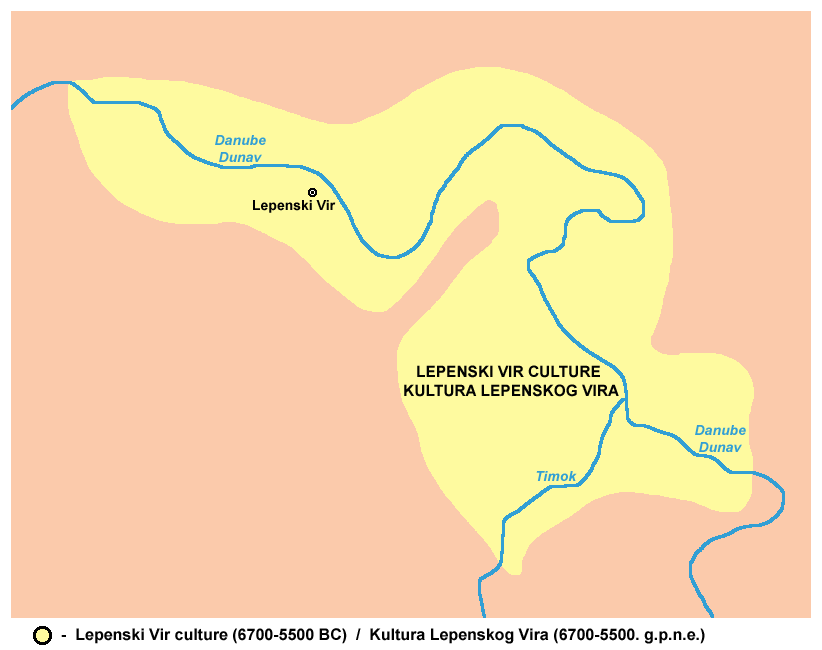

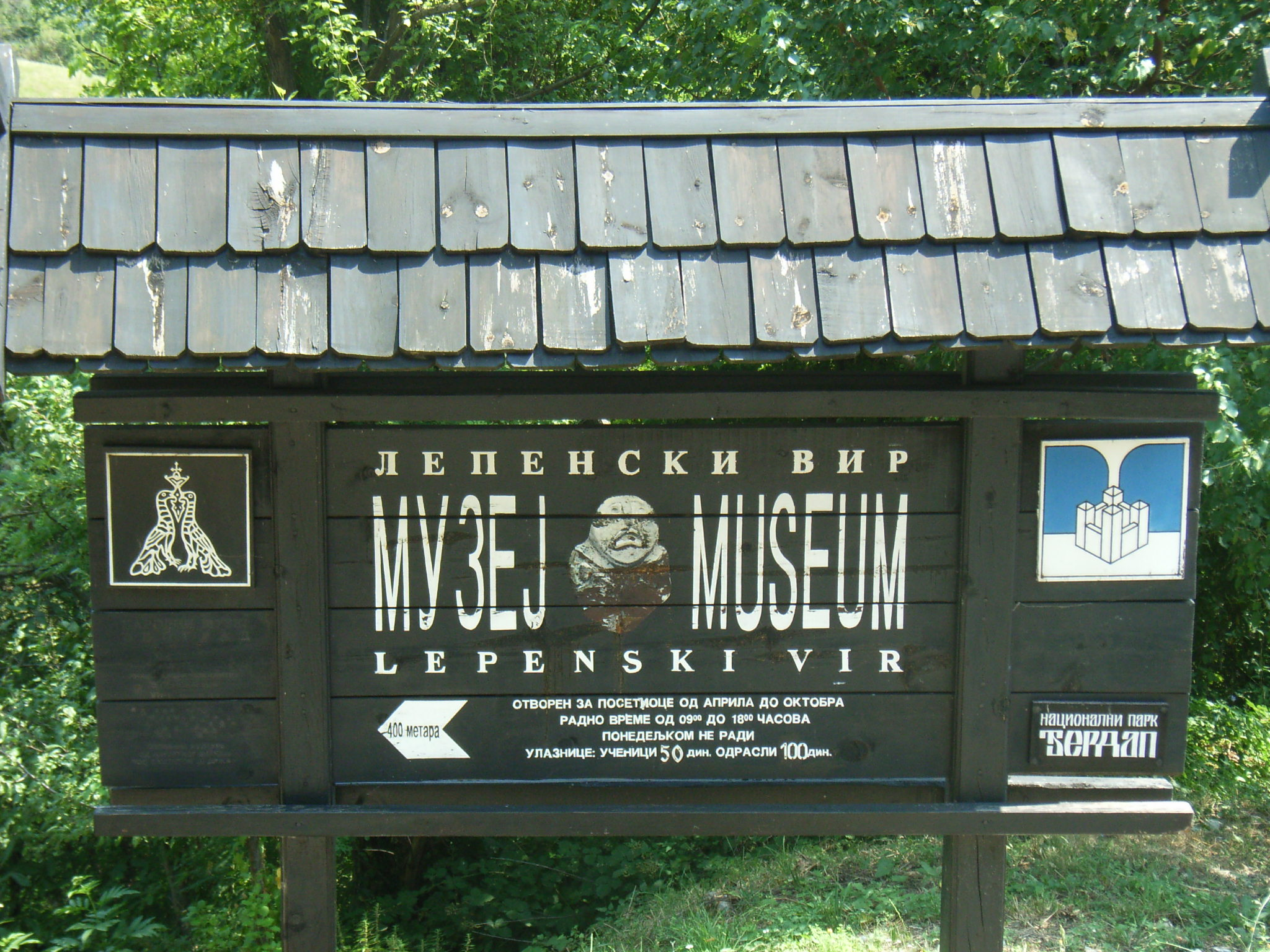
Bejárat a helyi múzeumba

Lepenski Vir (Лепенски Вир, Lepeni örvény) fontos mezolitikus archeológiai lelőhely Szerbiában, a Duna jobbpartján a Vaskapu-szorosban. Egy nagyobb és tíz kisebb település maradványaiból áll. Az emberi települések első nyomai az I. e. 7. évezred  körüli időből származnak; a helyi kultúra legfejlettebb szintjét i. e. 5300 és 4800 között érte el. Számos szobor és sajátos építmény tanúskodik a helyi lakosok élénk társadalmi életéről és vallásos hiedelmeiről.

## A feltárás története
Az ásatások 1965-ben indultak meg a vaskapui vízierőmű építkezésével összefüggésben, általános leletmentési céllal. 1966-ban már Szerbia kulturális emlékévé nyilvánították a helyet, de  teljes jelentőségét csak 1967-ben ismerték fel, amikor megtalálták a mezolitikus szobrokat.
Az ásatásokat 1971-ben fejezték be, addig összesen 136 épület maradványait tárták fel. Ekkor a leleteket 30 méterrel magasabbra helyezték a víztározó emelkedő vízszintje elől. Az ásatások vezetője professor Dragoslav Srejović, a belgrádi egyeteme professzora volt.

## Története
A fő lelőhely több különböző régészeti szakaszt képvisel, közülük az első a Proto-Lepenski Vir, ezt követi Lepenski Vir Ia-e, a Lepenski Vir II és a Lepenski Vir III, utóbbi használata jóval több mint ezer évet ívelt át a középső kőkorszakból az újkőkorszakba.
A környező területen számos, ugyanahhoz a kultúrához tartozó kísérő település maradványait fedezték fel (Hajducka Vodenica, Padina, Vlasac, Ikaona, Kladovska Skela és mások). A leletek között kő- és csontszerszámok, házmaradványok és kultikus tárgyak találhatók, köztük egyedi kőszobrok.
A tudomány mai állása szerint a Lepenski Vir kultúra hordozói a mezolitikus európai vadász-gyűjtögető népességhez tartoztak. A környező barlangokban i. e. 20 000 körüli emberi nyomokat is találtak. Lepenski Vir alacsony platóján az első település i. e. 7000 körül jelent meg, a jégkorszak utáni jelentős felmelegedés idején.
A település fejlődését erősen meghatározta a környező terület topográfiája: egy alacsony platón terült el a folyam partján, a Duna és a sziklák közé szorítva. Az élelem, a nyersanyagok és maga a lakóhely is csak rendkívül korlátozott mértékben állt rendelkezésre. A Proto-Lepenski Vir lakossága négy-öt nagycsaládhoz tartozó, maximum 100 fő lehetett. Az élelem elsődleges forrása minden bizonnyal a halászat volt. Hasonló halászközösségek a Duna szélesebb völgyében sokfelé ismertek a korból.
Idővel Lepenski Vir túlnépesedése nyilvánvalóvá vált. Ekkor került sor arra a fontos szociológiai változásra, ami a helyi kultúrát kiemelte a mezolikus korszak többi lelőhelyei közül.
A környező területek leletei átmeneti szálláshelyek létrehozására utalnak, amelyeket a vadász-gyűjtögető népesség időlegesen használt. Ebből arra lehet következtetni, hogy a falu körül egy félnomád gazdálkodási forma alakult ki, ami ebben a korban Európában rendkívül figyelemreméltó. A gazdálkodás összetettsége munkamegosztáshoz és szociális differenciálódáshoz vezetett.
A változások jól megfigyelhetők a Lepenski Vir Ia-e rétegekben. Ez a település szabályos tervek alapján épül fel, minden ház illeszkedik egy bonyolult geometriai sémába. A házak maradványai egyedi építészeti módra utalnak, ami a kultúra egyik fő jellegzetessége.  A halottakat a falun kívül, egy jól kiépített temetőben helyezték örök nyugalomra, néhány kivétellel: ezek valószínűleg fontosabb személyiségek lehettek, akiket a házi tűzhely mögé temettek el, vallásos rítusnak megfelelően.

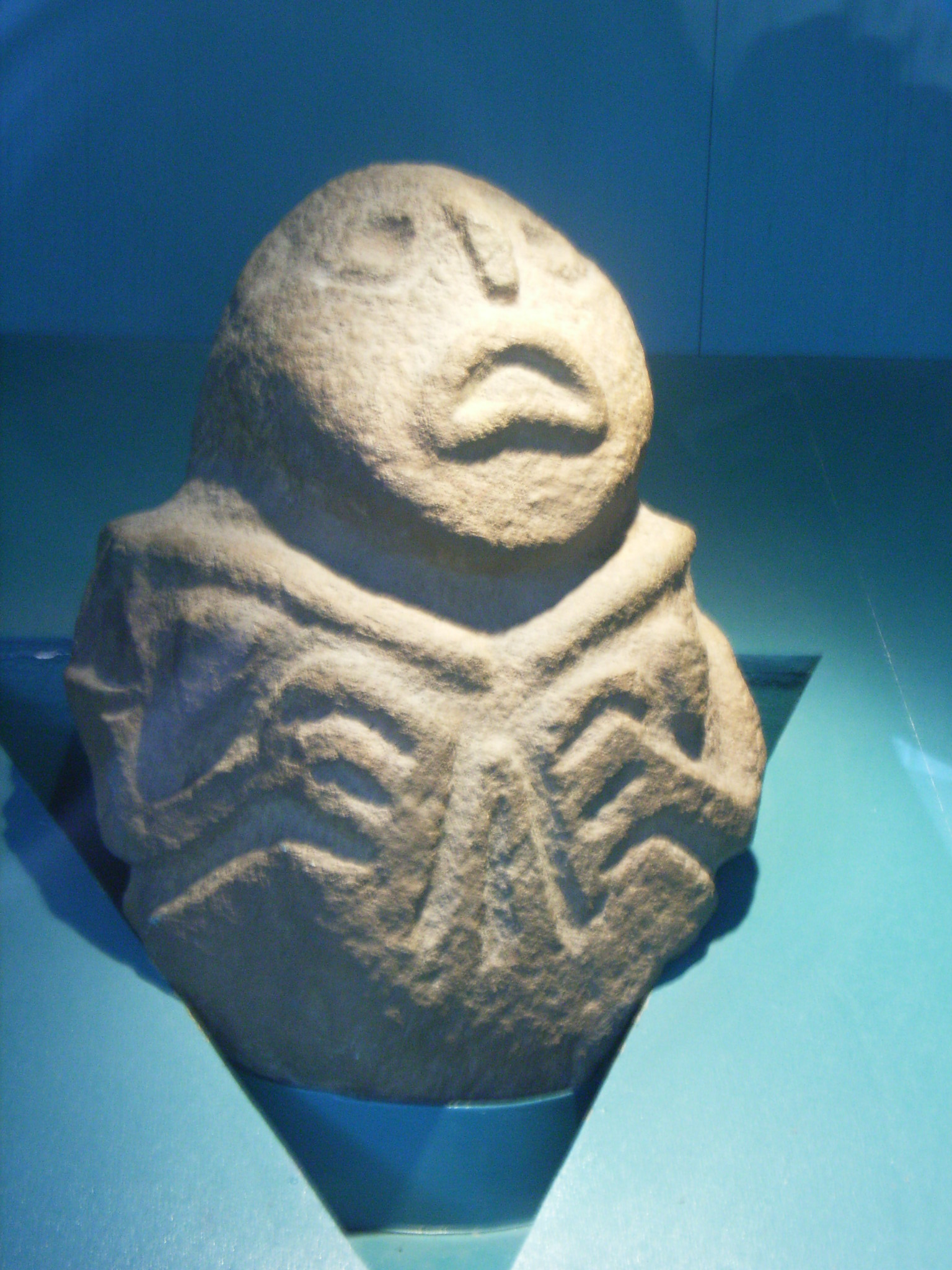
Jellegzetes, halra hasonlító, de embert ábrázoló szobor

A vallási vonatkozásokat számos szakrális tárgy lelete igazolja. Ezek között találhatók a csak erre a kultúrára jellemző „halszobrok”. Ezek az európai monumentális szakrális művészet legkorábbi leletei.
Lepenski Vir lelőhelye egyedi alkalmat nyújt a középső kőkorszakból az újkőkorba, a vadász-gyűjtögető társadalomból a mezőgazdaságra történő átmenet megfigyelésére. Az egyre összetettebb társadalmi szerkezet jelezte a mezőgazdasági termeléshez szükséges tervezés és fegyelem megjelenését.
A mezőgazdasági termelés beindulásával aztán a település szerkezete is megváltozott, fokozatosan eltűntek a jellegzetes házak és a halszobrok. Lepenski Vir III már a szélesebb környéken is ismert újkőkori falu jegyeit mutatja. A leletek arra mutatnak, hogy ez a változás inkább belső evolúció, mint külső hódítás révén ment végbe.

## Építészete
Hét egymást követő település nyomait sikerült megkülönböztetni a feltárás során, 136 lakóház és szakrális épület maradványaival, az i. e. 6500 és i. e. 5500 közötti időszakból.
A patkó alakú platón elhelyezkedő házak a folyó felé néztek, ami a lakosok életének központi színhelye volt. A település két szárnya között egy széles központi térség helyezkedett el, ami a közösségi élet központja lehetett. A házak között sugaras átjárók vezetnek a folyó felé, az épületek háta pedig azonos távolságra van a környező szikláktól.
A házak alapja a szokásos kör alakú vagy négyzetes alaprajztól eltérően egy 60 fokos körcikk, vagy egyenlő szárú háromszög. Belsejükben szögletes kövekből épült téglalap alakú tűzhely található. Az építészet a művelődés más jellegzetességét is mutatja, olyan jellegzetességet, melyről előzőleg azt tartották, hogy csak jóval később fejlődött ki a Közel-Keleten: minden tűzhely meghosszabbításában kőből készült házi oltár található. Ezeken helyezték el a folyami kövekből készült szobrokat. Minden ház közepén kör alakú mélyedés is volt.

## Szobrok
A legkorábbi szobrokat a Lepenski Vir Ib rétegben találták, innen kezdve minden rétegben jelen vannak, egészen a sajátos kultúra végéig. Minden szobor a folyóparton található homokkő tömbökből készült.
A szobrokat két csoportra lehet osztani, az egyik egyszerű geometriai formákat mutat, a másikban humanoid figurák vannak. Az embert ábrázoló szobrok egyúttal halakra is hasonlítanak, expresszionista jellegűek. A fej és az arc megformálása általában realista jellegű, erős szemöldökkel, hosszú orral, széles, hal-szerű szájjal. Stilizált haj, szakáll, karok és kezek is gyakran láthatók a szobrokon.

## Emberek
A lakosok igen jó egészségnek örvendtek. A csontok közül feltűnő módon hiányzik az eltorzultság vagy betegség és a nők annyira jól termettek voltak, hogy alig tudták
megkülönböztetni a csontjaikat a férfiakétól. Mindkét nem hosszú életet élt, némelyik nyolcvanon felül, ami valóban hosszú élet volt, ha meggondoljuk, hogy a késő kőkorszakbeli, görög vagy római korban az ötven-hatvanéves ember már öregnek számított.

## Fordítás
Ez a szócikk részben vagy egészben a Lepenski Vir című angol Wikipédia-szócikk ezen változatának fordításán alapul.  Az eredeti cikk szerkesztőit annak laptörténete sorolja fel. Ez a jelzés csupán a megfogalmazás eredetét és a szerzői jogokat jelzi, nem szolgál a cikkben szereplő információk forrásmegjelöléseként.